# Silber (Silber-Album)
Silber ist das 2003 veröffentlichte Debüt-Album der deutschen Musikgruppe Silber, auf dem der Stil der Vorgängergruppe Weissglut weiterentwickelt wurde.

## Titel
1. Flieg
2. Greif zu den Sternen
3. Dreht sich die Erde
4. Niemandsland
5. Grenzenlos
6. Durch die Nacht
7. Deine Augen
8. In deinem Feuer
9. Heut' Nacht / Deja Vu
10. Fieberträume

## Entstehung
Silber stellt die Nachfolgegruppe von Weissglut dar, der Namenswechsel sei laut der Gruppe aufgrund einer stilistischen Veränderung in der Musik erfolgt, allerdings ist nicht ausgeschlossen, dass man sich dem Druck der Medien gebeugt hatte, in denen der Name Weissglut immer noch mit den umstrittenen Aktivitäten seines früheren Sängers Josef Maria Klumb verbunden war.
Das Debüt-Album von Silber sollte ursprünglich schon früher erscheinen, verzögert sich jedoch, weil das deutsche Department von Epic Records, bei dem die Gruppe damals unter Vertrag stand, aufgelöst wurde. Es war vorgesehen, dass Silber bei dem zu Sony gehörenden Label Columbia Records unterkommen sollte, das Label zeigte jedoch kein allzu großes Interesse, schließlich trennte man sich in beiderseitigem Einvernehmen, obwohl bereits die Werbung für das neue Album begonnen hatte.
Silber kamen schließlich bei Neue Zeiten unter, einem frisch gegründeten Label von Sanctuary Records, die als Plattform für Musik deutscher Gruppen unabhängig von der Sprache dienen sollte. Die erste Veröffentlichung dieser Neugründung stellte die Silber-Single Dreht sich die Erde dar, die am 11. August 2003 veröffentlicht wurde. Die Veröffentlichung des Albums erfolgte dann am 25. August 2003.

## Musik
Das Album ist musikalisch dem zweiten Weissglut-Album Zeichen von 2000 sehr ähnlich, da es in der nahezu selben Besetzung aufgenommen wurde. Lediglich der bisherige Keyboarder, bei dem es sich um den Bruder des Ex-Sängers Josef Maria Klumb handelte, wurde durch einen zweiten Gitarristen ersetzt. Dennoch werden Keyboard-Klänge und Effekte auf dem Album genutzt. Insgesamt lassen sich keine deutlichen Unterschiede zum letzten Weissglut-Album feststellen, die klanglichen Markenzeichen Weissgluts (sparsames und effektives Riffing, treibende Drumgrooves, metaphorische Liedtexte und gefühlsbetonter Gesang) sind erhalten geblieben, das Lied Fieberträume hätte vom Stil her auch drei Jahre zuvor auf Zeichen veröffentlicht werden können. Grundsätzlich ist bei Silber die Stimmung jedoch positiver als bei Zeichen, die damalige düstere Grundstimmung ist nun einem Rock-Vibe gewichen, fällt insgesamt somit etwas pop-lastiger aus und nähert sich damit etwas mehr dem Mainstream an. Die Gitarren haben ihre bisherige dominante Rolle verloren.

## Artwork
Das von Marisa Jacobi gestaltete Artwork zeigt den vorderen Teil eines Flugzeugs mit Rotor, die obere Bildhälfte wird von einem wolkenbedeckten Himmel eingenommen. Das Beiheft selbst enthält fünf Bilder, auf denen der jeweilige Musiker am Instrument bzw. Mikrofon zu sehen ist sowie eine Gruppenaufnahme, diese wurden alle von Maike Burmeister gemacht. Im Vergleich zu Zeichen, wo das Artwork von den Farben Schwarz und Rot geprägt und entsprechend düster wirkte, sind die Farben bei Silber durchgehend hell.

## Hintergrund
Bei Heut' Nacht / Deja Vu handelt es sich um ein Cover des Liedes Heut' Nacht der Deutschrockgruppe Spliff, bei dem ein Riff aus Déjà Vu, einem weiteren Lied dieser Gruppe, beigefügt wurde. Beide Lieder waren 1982 auf dem Album 85555 enthalten.

## Rezeption
Frank Albrecht gab dem Album im Rock Hard 8,5 von 10 Punkten. Das Album sei etwas poppiger ausgefallen als seine beiden Vorgänger, „sozusagen etwas mehr Mainstream als Gothic“, dennoch sei der typische Klang vom Vorgänger Weissglut erhalten geblieben. Das Album „strotzt vor Gänsehautmelodien und angenehmen Grooves“, grundsätzlich „wimmelt es auf dieser Scheibe vor potenziellen Hits“.
Michael Ende urteilte auf laut.de, dass die Gruppe zeige, „dass sie es nicht verlernt hat, eingängige und gleichzeitig verdammt emotionale Musik zu schreiben“, dies werde durch „Toms unglaublich variablen Gesang“ noch abgerundet. Textlich sei man „durchaus auch im grünen Bereich“, positiv hervorgehoben wurden hierbei die Texte von Dreht sich die Erde und Niemandsland. Ende fragte sich allerdings, ob es dauerhaft gelingen würde, ohne einen festen Keyboarder zu arbeiten, „da es oftmals die dezenten Keyboardklänge sind, welche die Songs wirklich dicht klingen lassen.“
Auf metal.de erhielt das Album 8 von 10 Punkten und wurde als ein geglückter Neustart von Weissglut betrachtet, der einen „konsequente[n] Neubeginn“ darstelle. Die frühere düstere Grundstimmung sei nun „einem positivem, modernen Rock-Vibe gewichen“. Hinsichtlich des Songwritings habe man „diesmal mehr auf kompakte, rasch auf den Punkt kommende Kompositionen“ gesetzt. Dabei seien „einige der lieb gewonnenen Ecken und Kanten verlorengegangen“, was der Klasse der Gruppe jedoch nicht schade. Das Album sei ein „durchgehender Anspieltipp“ und beinhalte „praktisch keine Luftnummer“, alles klinge „absolut authentisch“. Silber hätten es verdient, sich mit der Musik mehr Gehör zu verschaffen als es Weissglut damals vergönnt war.
Ralf Stierlen urteilte auf hooked-on-music.de, dass es hinsichtlich der Instrumente und des Klanges nichts an dem Album auszusetzen gäbe. Das Werk stelle eine „Melange aus Metal, Rock, Electronics, einem kleinen Schuß Industrial und einer Prise Gothic“ dar und „funktioniert ganz gut“, wirke zudem „auch wirklich eigenständig“ und nicht wie die Kopie einer amerikanischen Gruppe oder gar Rammsteins. Insgesamt habe sich zum letzten Weissglut-Album allerdings nicht wirklich viel verändert. Die Stimme des neuen Sängers wurde zwar als markant, aber etwas kalt intoniert empfunden, die Texte seien insgesamt „zu schwer, bedeutungsschwanger, metaphernüberladern [sic!] und gewichtig“.